# Agliè
Agliè (piemontesisch Ajé) ist eine italienische Gemeinde in der Metropolitanstadt Turin (TO), Region Piemont und ist Träger der Bandiera Arancione des TCI.

## Lage und Einwohner
Der Ort liegt 34 Kilometer von Turin entfernt auf einer Höhe von 315 m über dem Meeresspiegel. Das Gemeindegebiet umfasst eine Fläche von 13,28 km² und hat 2596 Einwohner (Stand 31. Dezember 2023). Die Gemeinde besteht aus den Ortsteilen Madonna delle Grazie, Santa Maria und San Grato. 
Die Nachbargemeinden sind San Martino Canavese, Torre Canavese, Bairo, Vialfrè, Cuceglio, San Giorgio Canavese und Ozegna. 

## Geschichte

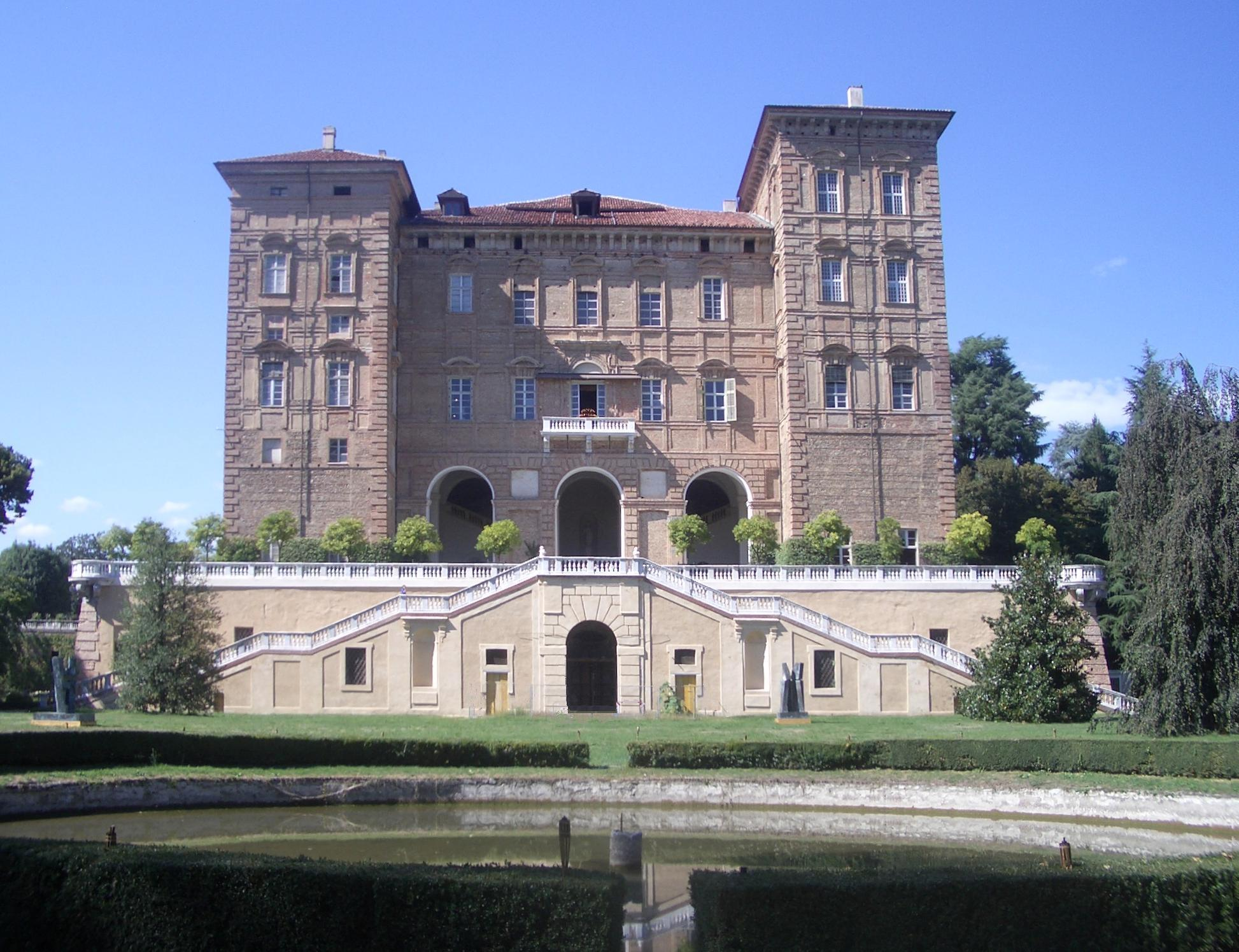
Sommerpalast in Agliè

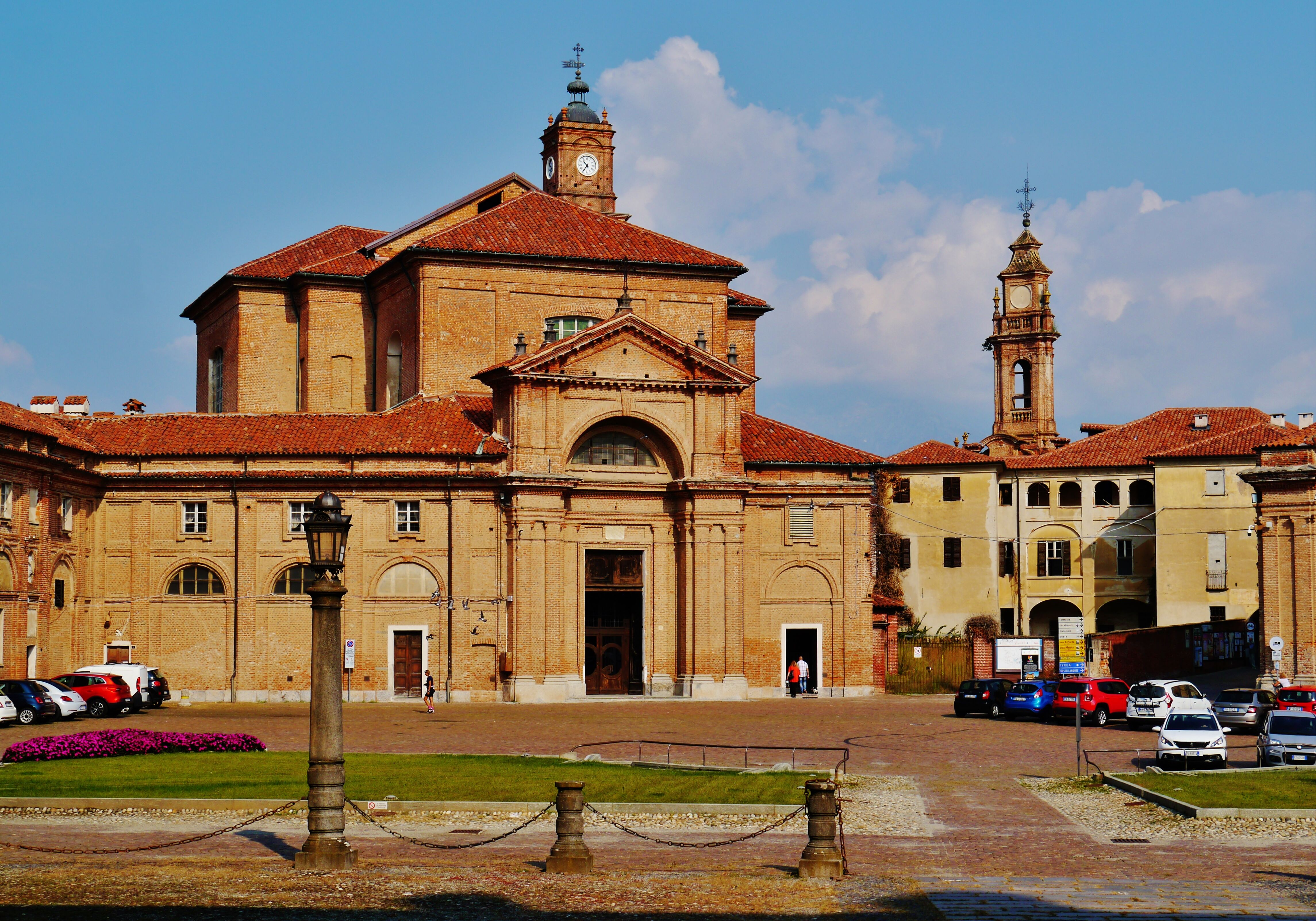
Kirche di Santa Maria della Neve Esterno Facciata

Der ursprüngliche, römische Name des Ortes ist Alladium (daher auch die Bezeichnung der Einwohner als Alladiesi). Er war bereits im 12. Jahrhundert als wichtiger Festungsort bekannt. Im 17. Jahrhundert wurde die Festung von dem Fürsten
Filippo di Agliè zu einem Palast umgebaut, der 1706 bei der französischen Invasion zerstört wurde. 1756 wurde die Ruine von Karl Emanuel III., Herzog von Savoyen, nach Plänen von Ignazio Birago zu einer Sommerresidenz der
Savoyen-Herrscher umgebaut.

## Sehenswürdigkeiten
- Der Sommerpalast, der eine eindrucksvolle Fassade sowie ausgedehnte Gärten (am italienischer und englischer Art) besitzt. Er beherbergt auch ein Museum und gehört zu UNESCO-Welterbestätten (Residenzen des Königshauses Savoyen).
- Die Villa Meleto, das Landhaus von Dichter Guido Gozzano, die ebenfalls ein Museum beherbergt.
- Die Pfarrkirche aus dem Jahr 1775, ebenfalls nach Plänen von Ignazio Birago erbaut.
- Die von bekannten Architekt Costanzo Michela erbaute St.-Marthe-Kirche.
- In den Ortsteilen: Heiligtümer von Madonna delle Grazie (Unsere Frau der Gnade) und St. Marie della Rotonda.

## Kommunale Einrichtungen
Die Gemeinde verfügt über eine Bibliothek, einen Kindergarten, eine Grundschule und eine weiterführende Schule. Ferner gibt es eine Apotheke, ein Supermarket und verschiedene Läden.

## Drehort
Der Sommerpalast diente in der italienischen Telenovela Elisa di Rivombrosa als Kulisse für das Schloss Rivombrosa.

## Persönlichkeiten
- Carlo Kardinal Furno (1921–2015), Kardinal und Kardinal-Großmeister des Ritterordens vom Heiligen Grab zu Jerusalem, Ehrenbürger von Agliè (2011)
- Guido Gozzano (1883–1916), berühmte italienische Dichter
- Graf Filippo San Martino di Agliè (1604–1667), Politiker und Schriftsteller.